# Абд аль-Рахман аль-Суфі
Абд аль-Рахман аль-Суфі (7 грудня 903 — 25 травня 986) — перський астроном часів Буїдської держави. Інші варіанти написання імені Абул-Рахман ас-Суфі або Абд-ар-рахман ас-Суфі. В Середньовічній Європі був відомий як Азофі.

## Життєпис
Син Омара. Народився у 903 році в м. Рей (неподалік від сучасного міста Тегеран). Стосовно його походження існують суперечності: одні вважають його арабом, інші персом. Втім більшість сучасників дослідників схиляються до останньої версії. Замолоду вивчив арабську мову, яка була тоді мовою науки. Пристав до товариства суфіїв, внаслідок цього отримав прізвисько ас-Суфі.
З 940-х років працював в Ісфагані, столиці держави Буїдів, при дворі еміра Адуда ад-Даула. 960 року разом з еміром перебрався до Ширазу. Згодом керував астрономічними спостереженнями, які проводили Ібн Аль-Алам, аль-Кухі, Ахмад ас-Сіджизі, Назіф аль-Касс на базі місцевої обсерваторії. У 965 році завершив основну працю з астрономії.
Помер у Ширазі у 986 році.

## Наукова діяльність
Написав «Книгу нерухомих зірок» (складено арабською мовою), в якій описується положення зірок, їх яскравість і колір. Її вважають однією з вершин середньовічної спостережної астрономії. Цей твір містить каталог 1017 зірок з докладним описом 48 сузір'їв з відповідним малюнком. Доповнює цю працю «Каталог з 48 планет».
Спираючись на власні спостереження, ас-Суфі критично переглянув і уточнив дані своїх попередників, головним чином Птолемея (твір останнього переклав арабською). У творі для кожного сузір'я наведено його зображення, а також таблиця зірок з їх координатами екліптики і зоряними величинами. Здійснив найраніше записане спостереження галактики Андромеди, описуючи її як «маленька хмара». Також визначив Велику Магелланову хмару, яку в Європі визначили лише в XVI ст. Ас-Суфі довів, що колір зірки Сіріус не змінюється.
У трактаті ас-Суфі «Книга дій з астролябією» дано опис цього давнього інструменту, що застосовується для механічного вирішення завдань сферичної астрономії, і докладно викладено методи роботи з ним. Крім того, ас-Суфі виготовив небесний глобус, який описав у своєму трактаті «Книга дій з небесним глобусом».
Оскільки в Середньовіччя астрономія сполучалася з астрологією, то ас-Суфі не оминув дослідження з цієї тематики. Він склав астрологічний твір «Книга введення в науку про зірки і їх вироках».
Також приділяв увагу математиці. Серед його робіт у цьому напрямку найзначимішою є трактат про побудову рівносторонніх багатокутників.
Здійснив переклад арабською мовою твори елліністичних астрономів, які були знайдені в Александрійський бібліотеці в Єгипті.

## Вплив
Твори ас-Суфі неодноразово перекладалися латиною у XII—XIV ст. «Книга нерухомих зірок» ас-Суфі справив великий вплив на подальший розвиток астрономії; часто посилалися на нього аль-Біруні, Ібн Юнус, ат-Тусі, іспанські вчені в XIII ст. при створенні «Альфонсових таблиць», самаркандські астрономи з обсерваторії Улугбека в XV ст.

## Пам'ять
На честь Абд-аль-Рахмана ас-Суфі:
- Місячний кратер Азофі
- астероїд 12621 Алсуфі